# Comité Olímpico Esloveno
El Comité Olímpico Esloveno es el Comité Nacional Olímpico de Eslovenia, fundado en 1993 y reconocido por el COI ese mismo año.